# Église Saint-Quentin de Saint-Quentin-de-Chalais
L'église Saint-Quentin est une église catholique située à Saint-Quentin-de-Chalais, en France.

## Localisation
L'église est située dans le département français de la Charente, sur la commune de Saint-Quentin-de-Chalais.

## Historique
L'édifice est classé au titre des monuments historiques en 1913.